# 福田博
福田 博（ふくだ ひろし、1935年8月2日 - ）は、日本の元外交官、元最高裁判所判事、弁護士（丸の内国際法律事務所）。

## 人物
東京都立日比谷高等学校、東京大学法学部を卒業後、外務省入省。外務省では中枢ポストを昇進し続け、外務審議官（政務担当）になり次官候補最有力とも目された。1995年からは約10年間、最高裁判所判事を務め、定年退官後は弁護士となった。

## 職歴
- 1959年3月 東京大学法学部第二類（公法コース）卒業
- 1959年 外務公務員採用上級試験合格
- 1960年3月 東京大学法学部第一類（私法コース）卒業
- 1960年4月 外務省入省。同期は、林貞行、谷野作太郎、伊藤憲一ら
- 1962年 イェール大学イェール・ロー・スクール修了（LL.M.）
- 1975年-1976年 外務省経済局国際機関第二課長
- 1976年-1978年 外務省アメリカ局北米第二課長
- 1978年-1980年 同省同局北米第一課長
- 1980年-1983年 在米日本国大使館参事官
- 1983年-1985年 大臣官房人事課長
- 1985年-1986年 大臣官房審議官（アジア局）
- 1986年-1987年 内閣総理大臣秘書官
- 1989年1月-1990年9月 外務省条約局長兼大臣官房海洋法本部長
- 1990年9月-1993年 駐マレーシア特命全権大使
- 1993年-1995年 外務審議官（政務担当）
- 1995年9月4日-2005年8月1日 最高裁判所判事
- 1996年 カールトン大学名誉法学博士
- 2005年8月 最高裁判所判事を定年退官、弁護士登録（第一東京弁護士会）
- 2006年3月- 西村ときわ法律事務所（のち西村あさひ法律事務所）オブ・カウンセル
- 2006年- 株式会社ミレアホールディングス監査役
- 2007年4月 旭日大綬章受章

## 最高裁判事としての主な担当訴訟
- 神戸高専剣道実技拒否事件：1996年（平成8年）3月8日・第二小法廷判決（裁判長：河合伸一）
- 愛媛県靖国神社玉串料訴訟：1997年（平成9年）4月2日・大法廷判決（裁判長：三好達）
- 国立市主婦殺害事件：1999年（平成11年）11月29日・第二小法廷判決を裁判長として宣告。無期懲役を言い渡した控訴審判決に対し、検察官が死刑を求めて上告していた事件。判決では上告を棄却したが、「殺害された被害者が一名でも、1983年の最高裁判例で示された死刑選択基準（通称「永山基準」）に照らし、死刑がやむを得ない場合はある」という判断を示した[1]。
- 福山市独居老婦人殺害事件：1999年（平成11年）12月10日・第二小法廷判決（裁判長：河合伸一）。国立事件と同様、控訴審の無期懲役判決に対し、死刑を求めて検察官が上告していた事件。同事件については被告人が強盗殺人罪で無期懲役刑に処された前科を有している（同刑の仮釈放中に再犯した）点、計画性の高さなどを踏まえて「死刑を適用しなければ著しく正義に反する」と判断し、原判決を破棄して審理を広島高裁に差し戻す判決を言い渡した[2]。差戻後、同事件は広島高裁で死刑が言い渡され、2007年に最高裁第三小法廷（堀籠幸男裁判長）で死刑が確定している[3]。
- 在外日本人選挙権訴訟：2005年（平成17年）9月14日・大法廷判決（裁判長：町田顕）

また、一票の格差を巡る各違憲訴訟においては、少数意見として違憲判断を書き続けた。

## 外務省入省同期
- 林貞行（外務事務次官、駐英大使）
- 谷野作太郎（駐中国大使、駐インド大使、内閣外政審議室長）
- 数原孝憲（青年海外協力隊事務局長、駐アイルランド大使、駐ナイジェリア大使）
- 小野寺龍二（駐墺大使）
- 伊藤憲一（日本国際フォーラム理事長、青山学院大学教授）
- 太田博（日本国際フォーラム専務理事、駐タイ王国大使、国際交流基金専務理事、駐サウジアラビア大使）
- 小西芳三（駐ペルー大使）
- 片倉邦雄（大東文化大学教授、駐エジプト大使、駐イラク大使、駐アラブ首長国連邦大使）
- 古川栄一（日本国際戦略センター設立）

## 家族
外交官の福田榮一は父。

## 著書
- 『多国籍企業の行動指針―OECD宣言の解説』（時事通信社、1976年）
- 『世襲政治家がなぜ生まれるのか? ―元最高裁判事は考える―』（日経BP社、2009年）